# Ábalos
Ábalos é um município da Espanha 

Localização de Ábalos

na província e comunidade autónoma de La Rioja, de área 18,33 km² com população de 289 habitantes (2004) e densidade populacional de 15,77 hab/km².

## Demografia
| Variação demográfica do município entre 1991 e 2004 | Variação demográfica do município entre 1991 e 2004 | Variação demográfica do município entre 1991 e 2004 | Variação demográfica do município entre 1991 e 2004 |
| --------------------------------------------------- | --------------------------------------------------- | --------------------------------------------------- | --------------------------------------------------- |
| 1991                                                | 1996                                                | 2001                                                | 2004                                                |
| 293                                                 | 289                                                 | 281                                                 | 289                                                 |